# Final da Liga das Nações da UEFA de 2019
A final da Liga das Nações da UEFA de 2019 foi uma partida de futebol que determinou os vencedores do torneio final da Liga das Nações da UEFA de 2018-1919. Foi a final inaugural da competição internacional de futebol envolvendo as seleções masculinas das federações filiadas à UEFA. O jogo ocorreu em 9 de junho de 2019, no Estádio do Dragão, no Porto, em Portugal, e foi disputado pelos anfitriões Portugal e Holanda.
Portugal venceu a final por 1–0 e tornou-se o primeiro campeão da Liga das Nações da UEFA.

## Local
A final foi disputada no Estádio do Dragão, no Porto, a segunda maior cidade de Portugal.
O estádio é a casa do FC Porto.

## Antecedentes
Antes da final inaugural, o anfitrião Portugal estava na sétima posição do Ranking Mundial, enquanto o adversário, a Holanda, estava em décimo sexto lugar.
A caminho da final da Liga das Nações, a Holanda derrotou a campeã mundial França — que conquistou o título mundial cerca de quatro meses antes da partida.
Portugal e a Holanda venceram a Suíça e a Inglaterra, respectivamente, nas semifinais.

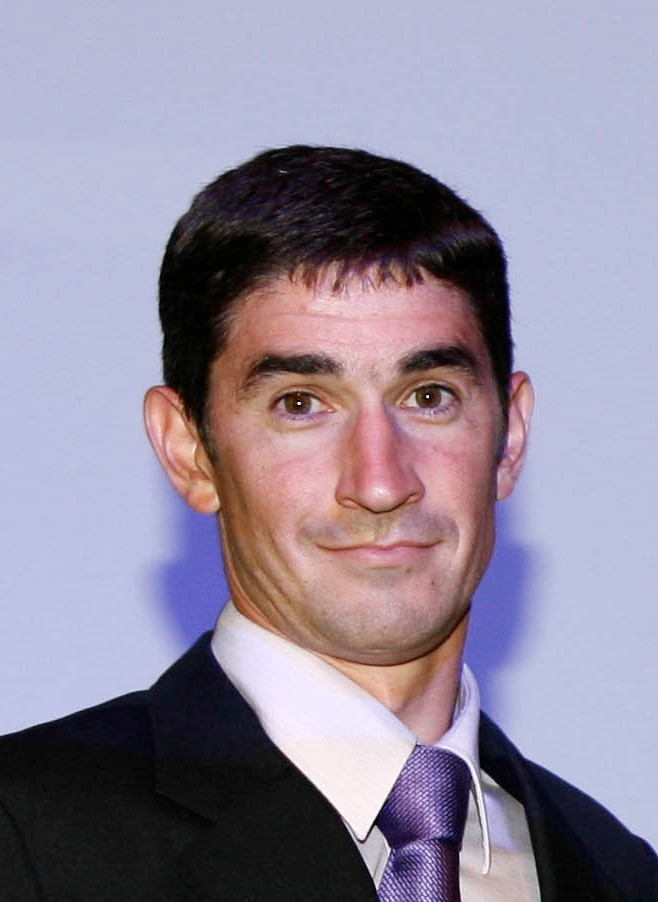
O árbitro Alberto Undiano Mallenco retirou-se da arbitragem após esta partida.

### Arbitragem
A 7 de junho de 2019, a UEFA anunciou a nomeação do espanhol Alberto Undiano Mallenco como árbitro da final, naquela que seria a sua última partida como árbitro profissional. Ele foi acompanhado pelos compatriotas Roberto Alonso Fernández e Juan Yuste Jiménez como árbitros assistentes, Antonio Mateu Lahoz como o quarto árbitro e Raúl Cabañero Martínez como árbitro reserva. Alejandro Hernández Hernández atuou como árbitro assistente de vídeo e Juan Martínez Munuera como árbitro assistente de vídeo assistente.

## Partida

### Detalhes
| 9 de junho | Portugal   | 1 – 0     | Países Baixos | Estádio do Dragão, Porto                              |
| 19:45      | Guedes 60' | Relatório |               | Público: 43 199 Árbitro: ESP Alberto Undiano Mallenco |

| Portugal | Países Baixos |

| GR              | 1  | Rui Patrício      |  |       |
| DD              | 20 | Nélson Semedo     |  |       |
| DC              | 4  | Rúben Dias        |  |       |
| DC              | 6  | José Fonte        |  |       |
| DE              | 5  | Raphaël Guerreiro |  |       |
| MC              | 13 | Danilo Pereira    |  |       |
| MC              | 14 | William Carvalho  |  | 90+3' |
| MC              | 16 | Bruno Fernandes   |  | 81'   |
| LD              | 7  | Cristiano Ronaldo |  |       |
| PL              | 17 | Gonçalo Guedes    |  | 75'   |
| LE              | 10 | Bernardo Silva    |  |       |
| Substituições:  |    |                   |  |       |
| MC              | 15 | Rafa Silva        |  | 75'   |
| MC              | 8  | João Moutinho     |  | 81'   |
| MC              | 18 | Rúben Neves       |  | 90+3' |
| Treinador:      |    |                   |  |       |
| Fernando Santos |    |                   |  |       |

| GR             | 1  | Jasper Cillessen    |       |     |
| DD             | 22 | Denzel Dumfries     | 88'   |     |
| DC             | 3  | Matthijs de Ligt    |       |     |
| DC             | 4  | Virgil van Dijk     | 90+1' |     |
| DE             | 17 | Daley Blind         |       |     |
| MC             | 15 | Marten de Roon      |       | 81' |
| MC             | 21 | Frenkie de Jong     |       |     |
| MC             | 8  | Georginio Wijnaldum |       |     |
| LD             | 7  | Steven Bergwijn     |       | 60' |
| PL             | 10 | Memphis Depay       |       |     |
| LE             | 9  | Ryan Babel          |       | 46' |
| Substituições: |    |                     |       |     |
| AC             | 11 | Quincy Promes       |       | 46' |
| MC             | 20 | Donny van de Beek   |       | 60' |
| AC             | 19 | Luuk de Jong        |       | 81' |
| Treinador:     |    |                     |       |     |
| Ronald Koeman  |    |                     |       |     |

| Homem do Jogo: Rúben Dias Assistentes: Roberto Alonso Juan Carlos Yuste Quarto árbitro: Antonio Mateu Lahoz Árbitro assistente de vídeo: Alejandro Hernández Hernández Árbitro assistente de vídeo para impedimentos: Juan Martínez Munuera |